# 静岡県道364号湖東和合線
静岡県道364号湖東和合線（しずおかけんどう364ごう ことうわごうせん）は、静岡県浜松市を通る一般県道である。

## 概要

### 路線データ
- 陸上距離：6.4km
- 起点：浜松市中央区湖東町（静岡県道48号舘山寺鹿谷線交点）
- 終点：浜松市中央区和合町（国道257号交点）

## 地理
航空自衛隊浜松基地の敷地南部に沿う形で通過する。

### 通過する市町村
- 静岡県
  - 浜松市（中央区）

### 接続路線
起点から順に
- 静岡県道48号舘山寺鹿谷線
- 静岡県道65号浜松環状線
- 国道257号
- 静岡県道321号和地山曳馬停車場線（国道257号交点より東部の路線）